# Traper
Traperi su lovci koji u lovu koriste različite stupice i naprave za izlov krupne i sitne divljači te ptica.

## Naziv
Naziv traper vuče korijene iz engleske riječi trap koja u prijevodu znači stupica ili zamka.

## Povijest
Izlov životinja postavljanjem raznih stupica star je otprilike 200.000 godina, a njim su se služili još stari Europljani u lovu na mamute.
1590. godine u Engleskoj su se lovci na privatnim imanjima počeli služiti metalnom vrstom stupica s nazubljenim ili glatkim rubovima, pa su shodno tome postavljali table s upozorenjima o stupicama da ne bi netko od ljudi bio uhvaćen u istu te na taj način pretrpio ozbiljne ozljede.
Prvu mišolovku s oprugom konstruirao je 1910. godine Englez James Henry Atkinson, proizvođač stupica iz Leedsa.

## Vrste stupica
Postoji više vrsta stupica, od kaveza, jama i raznih mreža pa do lanaca s čeljusnim, nazubljenim stupicama i raznih omči.
Najopasnija od svih vrsta stupica jest stupica s čeljusnim, nazubljenim rubovima koje pokreću snažne opruge. Ova vrsta stupice se zapne, rubovi se rašire, a pritiskom na malu polugu rubovi se aktiviraju te uhvate nogu ili onaj dio tijela životinje koji se nalazi unutar stupice.
Kavezi s mehanizmom za zatvaranje vrata se koriste za lov na krupnu divljač poput medvjeda ili pume.
Danas je ovaj način lova raznim stupicama u većini zemalja zabranjen zbog svoje izuzetne okrutnosti, ali i opasnosti kako po ljude tako i po domaće životinje, poglavito mačke i pse.